# Oued Ellil
Oued Ellil (arabe : وادي الليل) est une ville de la banlieue ouest de Tunis.
Rattachée administrativement au gouvernorat de la Manouba, elle constitue une municipalité de 57 851 habitants en 2014.
Elle est formée de cités populaires qui ont fait place à un « habitat spontané » pour les migrants intérieurs, surtout à partir des années 1970. Son nom proviendrait de ce que des bandits de grand chemin sévissaient de nuit en se cachant dans l'oued à l'entrée du village (oued signifiant « cours d'eau » en référence au site et ellil signifiant « nuit »).
C'était autrefois un espace agricole riche faisant partie de la plaine de La Manouba.

## Homonymie
Oued Ellil est aussi le nom d'un cours d'eau du nord-ouest de la Tunisie sur lequel a été édifié le barrage de Beni M'Tir.